# HD 85512 b

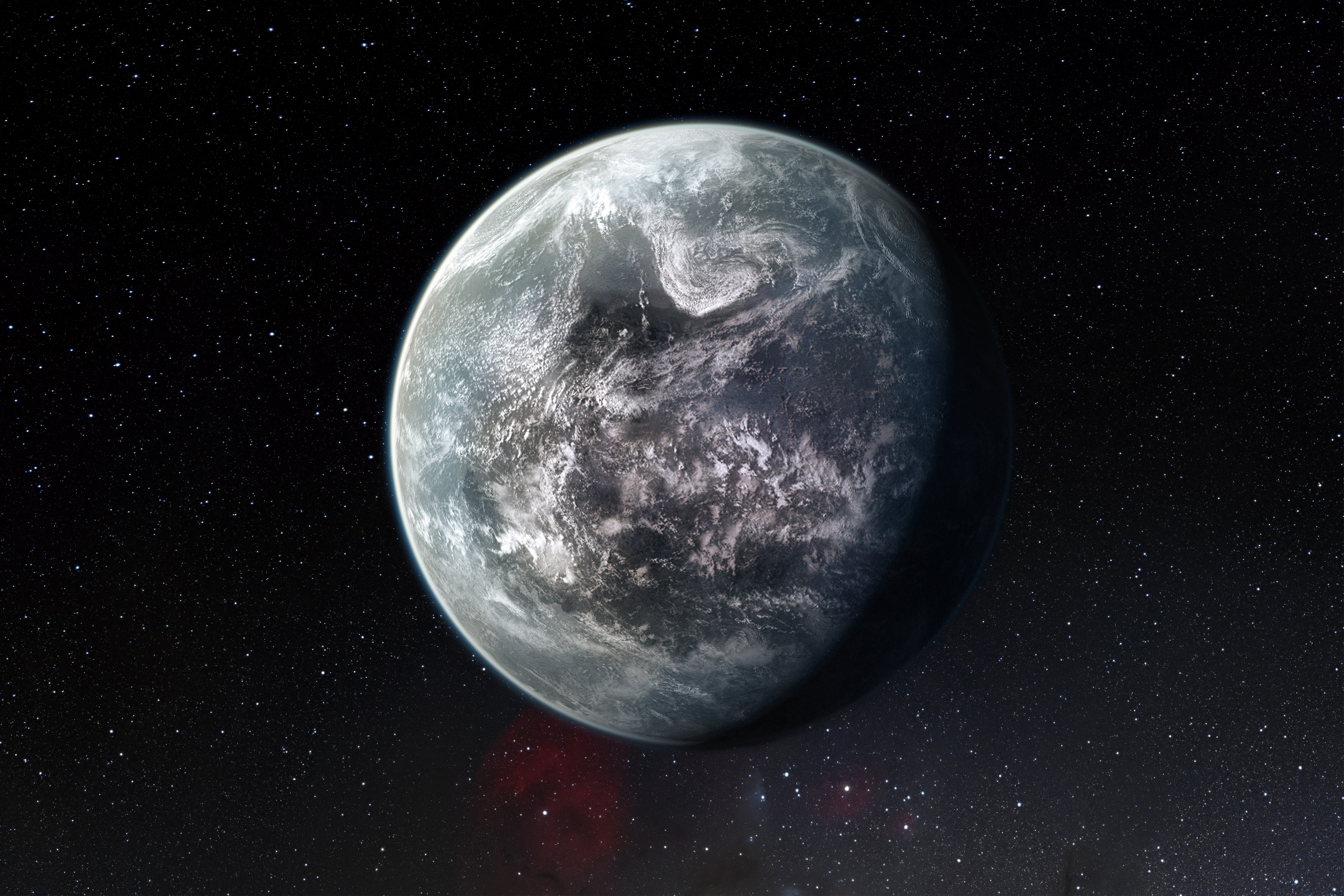
Künstlerische Darstellung von HD 85512 b

HD 85512 b (auch Gliese 370 b) ist ein extrasolarer Planet, der HD 85512, einen K-Typ-Stern, umkreist. Der Planet ist ungefähr 36 Lichtjahre von der Erde entfernt und liegt im Sternbild Vela.
Der Planet befindet sich am inneren Rand der habitablen Zone, weit genug von seinem Zentralgestirn entfernt, dass Wasser noch in flüssiger Form auftritt. Aufgrund seiner Masse von 3,6 Erdmassen zählt er zu den Supererden.

## Eigenschaften
HD 85512 b benötigt 54 Tage um HD 85512 einmal zu umkreisen. Die Temperatur in der oberen Atmosphäre beträgt geschätzte 298 K (25 °C).

Orbital von HD 85512 b und die habitale Zone von HD 85512

## Entdeckung
HD 85512 b wurde von Wissenschaftlern der Universität Genf entdeckt, geleitet vom Schweizer Astronom Stéphane Udry des GTO Programms von HARPS (High Accuracy Radial velocity Planet Searcher) am 17. August 2011.